# La Vajol
La Vajol is een gemeente in de Spaanse provincie Girona in de regio Catalonië met een oppervlakte van 5 km². La Vajol telt 83 inwoners (1 januari 2016).

## Demografische ontwikkeling
Bron: INE, 1857-2011: volkstellingen